# Claude de Rye
Claude de Rye, né vers 1576 et mort le 24 mars 1648 à Namur, est baron de Balançon, homme d'État et chef militaire franc-comtois (dit « bourguignon » à l'époque) de l'Empire espagnol.

## Biographie
Né vers 1576, probablement à Bouligneux, il est le deuxième fils de Philibert de Rye, comte de Varax et baron de Balançon, et de Claudine de Tournon.[réf. nécessaire]
Il commence à servir dans le régiment d'infanterie « bourguignonne » de son frère Christophe, marquis de Varambon, dont il est déjà capitaine en 1598. Au sein de cette unité, il participe victorieusement (quoique à la Pyrrhus) au siège d'Ostende. Le 26 juillet 1601, lors d'une attaque contre la soi-disant « Maison Rouge », l'une des fortifications extérieures d'Ostende, il perdit sa jambe, qui dut être remplacée par une prothèse. Vers la fin du siège, cette prothèse fut arrachée par un boulet de canon. Il semblerait que Claude a été averti de ne pas s'exposer au feu ennemi, mais il aurait répondu qu'il avait une autre jambe de bois en réserve.[réf. nécessaire]
Le 24 juillet 1602, le régiment bourguignon, formé dès 1581 par son oncle Marc de Rye, est transformé en une unité typique du modèle espagnol, en tercio. Son commandant avait le grade de maître de camp, et Christophe de Rye, ne voulant pas se séparer du grade supérieur de colonel, passa le commandement à son frère. En raison de sa seconde blessure, Claude fut contraint d'abandonner le service pendant plusieurs années (1604-1607). L'archiduc Albert d'Autriche demanda au roi Philippe III d'Espagne de récompenser le seigneur de Balançon pour son service et ses blessures avec l'un des ordres militaires, et en 1607 le baron fut reçu chevalier de l'Ordre de Santiago.[réf. nécessaire]
Après la signature de la trêve de douze ans, l'armée des Pays-Bas espagnols subit de sérieuses réductions de ses moyens, le tercio bourguignon fut réduit à 8 compagnies, mais avec le déclenchement de la guerre dans le Palatinat en 1620, il se composait à nouveau de 15 compagnies. Claude de Rye, défendit avec succès la ville et le château d'Alzey, résidence du « Roi de l'Hiver » en exil. Le 14 novembre 1620, l'ennemi tenta de reprendre ce lieu, mais le tercio bourguignon repoussa toutes les attaques, attendant l'approche des troupes du comte Hendrik van den Bergh, général de cavalerie de l'armée opérant dans le Palatinat.
Après la reprise de la guerre aux Pays-Bas, Claude de Rye participe à la bataille de Fleurus le 29 août 1622, au bref siège de Bergen-op-Zoom, puis au siège de Bréda. Le seigneur de Balançon s'est distingué à Bréda et, après la capitulation de la ville, il en a été nommé gouverneur. C'est d'ailleurs pour cette raison que le peintre espagnol, Diego Vélazquez l'a représenté avec d'autres commandants dans sa célèbre toile La Reddition de Bréda. Il continue ensuite de commander son tercio, qui sert à reconstituer la garnison de la forteresse jusqu'en 1631. Après le siège réussi de Bréda, le commandant en chef Ambrogio Spinola parlait très favorablement de Claude de Rye, il déclara : « si Philippe avait eu cinq ou six serviteurs avec les qualités de Balançon, il aurait pu conquérir le monde ». 
À la fin d'année 1631, ou début 1632, il fut nommé général d'artillerie, et contraint de céder le commandement à son neveu, le fils de Christophe de Rye, François de Rye de La Palud marquis de Varambon. Ce dernier fut tué en 1640 lors de la défense d'Arras, et emporta avec lui le dernier mandat des membres de la famille de Rye à la tête du tercio bourguignon.
En 1633, on lui offrit le poste de gouverneur de la Franche-Comté, mais il refusa cette offre. Le pays subissait de nombreuses attaques de la France pendant la Guerre de Trente Ans (localement appelée Guerre de Dix Ans). Le poste fut confié à son beau-frère, le marquis de Saint-Martin, Jean-Baptiste de la Baume-Montrevel.
En 1635, Balançon est à la têtes d'incursions armées dans les régions françaises de l'Artois et de la Picardie, à la tête de troupes croates. En 1636, avec 2 000 chevaux et 10 000 fantassins, il repousse une force néerlandaises envoyée à l'assaut de Jülich et de Clèves.
Claude de Rye, resta au poste de général jusqu'en 1637-1638, après quoi il devint membre du conseil d'État des Pays-Bas, plus précisément le Conseil de Guerre à Bruxelles. Le 2 mai 1645, il est nommé gouverneur de Namur et reste à ce poste jusqu'à sa mort en 1648, au château de Namur,.

## Famille
Claude de Rye épouse le 20 août 1608 Claudine-Prosper de La Baume (née en 1588), fille d' Antoine de La Baume, comte de Montrevel, et de Nicole de Montmartin.
Ensemble ils ont une fille :
- Dorothée (décédée en 1645), ∞ Philippe de la Baume-Saint-Amour (1615-1688), marquis de Yennes, baron de Saint-Amour.